# Untertullnerbach
Untertullnerbach ist ein Ort im Wienerwald in Niederösterreich, und
Ortschaft der Gemeinde Tullnerbach im Bezirk St. Pölten.

## Geographie
Das Dorf liegt im Wiental, 20 Kilometer westlich von Wien (Zentrum, 6 km von der Stadtgrenze), bei Neu-Purkersdorf, etwa 2 km wienabwärts (östlich) des Gemeindehauptorts, von dem es durch den Wienerwaldsee und den Kleinen Wienerberg getrennt ist. Es befindet sich auf etwa 270 m ü. A. an der Mündung des Tullnerbachs.
Die Ortschaft ist heute mit Neu-Purkersdorf weitgehend verwachsen, umfasst knapp 140 Gebäude mit etwa 250 Einwohnern, neben dem Dorf selbst auch in der dazugehörigen Neuwirtshaussiedlung am Talboden. Es ist der kleinste Ortsteil von Tullnerbach, welcher am östlichen Ende des Gemeindegebiets liegt.
Nachbarorte und -ortschaften
| Irenental (Gemeinde Purkersdorf und Tullnerbach) |                                             |                                                                        |
| Tullnerbach-Lawies Schubertsiedlung              | Kompassrose, die auf Nachbargemeinden zeigt | An der Stadlhütte Neu-Purkersdorf (Ortschaft und Gemeinde Purkersdorf) |
| Bartberg (Gemeinde Pressbaum)                    |                                             | Neuwirtshaussiedlung                                                   |

## Geschichte

### Gasthof und Mautstelle der früheren Neuzeit

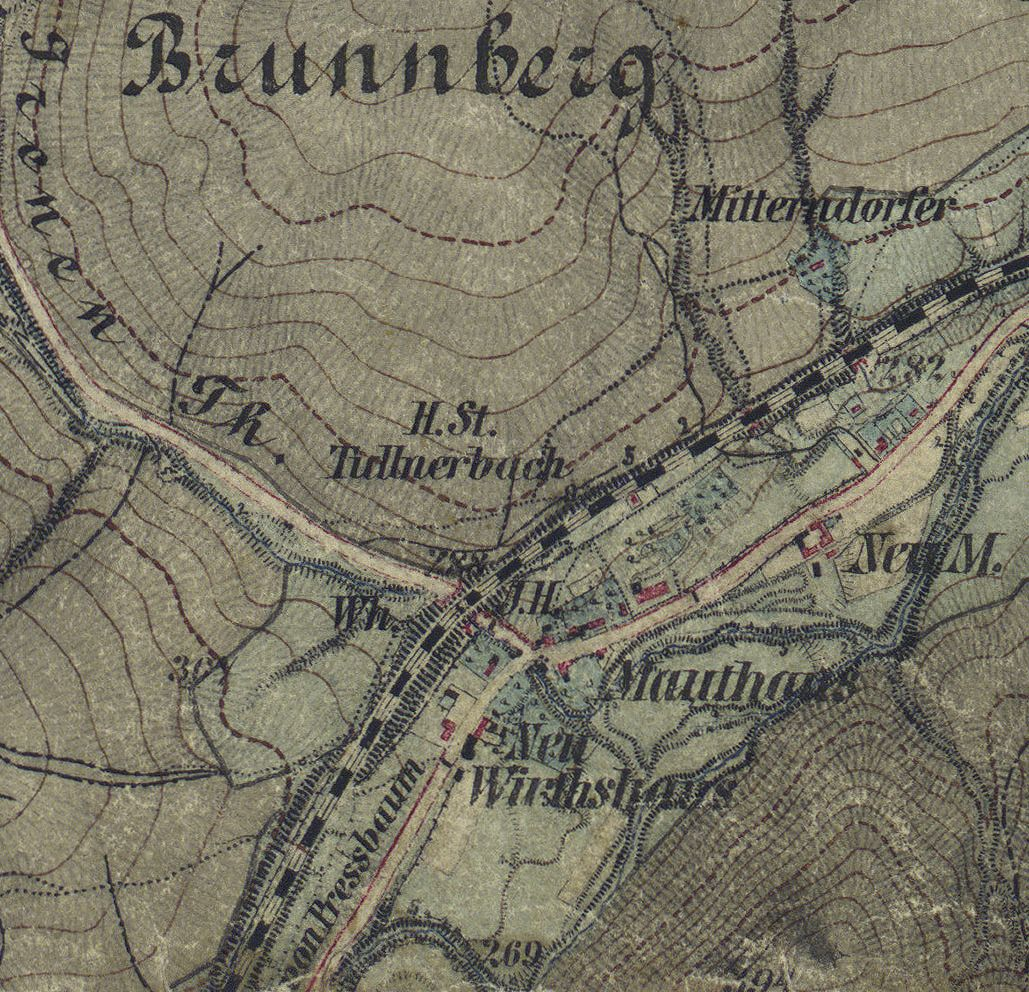
Neuwirtshaus (Untertullnerbach) und das Mauthaus im heutigen Neu-Purkersdorf um 1873 (Franzisco-Josephinische Landesaufnahme)

Der kleinste Ortsteil von Tullnerbach hieß früher Neuwirtshaus (Umbenennung 1977). Er ist nicht zu verwechseln mit der alten Bezeichnung Unter Tullnerbach im Irenental.
In Neu-Purkersdorf, gleich am Bach, befindet sich auch die Abzweigung ins Irenental und zum Postberg. Im 19. Jahrhundert bezeichnete man das ganze als Stadlhütte, nach dem Namen des Hauses Nr. 1, ein Wirtshaus, welches auch die Wiener gerne besuchten. (Später stand an dieser Stelle das Gasthaus Tiapal, welches inzwischen einem Firmengebäude gewichen ist.) Es existierte dort an der Straße von Wien nach Neulengbach auch eine Mautstation.
Von den 12 Häusern im Jahre 1830 lag nur das Haus Nummer 2 im heutigen Unter-Tullnerbach und war somit schul- und pfarrmäßig zu Pressbaum zugehörig.
Heute bezeichnet An der Stadlhütte ein Gebiet östlich des Wienerwaldsees, auf dem unter anderem das Wientalwasserwerk steht.
An der Hauptstraße (Ecke Badgasse) existierte seit 1780 ein Gasthof. Anfang des 20. Jahrhunderts führte ihn die Familie Kiesling und ab 1972 bewirtschaftete ihn die Familie Schödl. Im Jänner 2018 wurde das Gasthaus abgerissen, um eine Wohnhausanlage zu errichten.

### Westbahn-Haltestelle Unter Tullnerbach
Mit dem 1858 erfolgten Bau der Westbahn durch die k.k. privilegierte Kaiserin-Elisabeth-Bahn beginnt der Aufschwung des Tals. Es wurde damals die Haltestelle Unter-Tullnerbach eingerichtet, die auf 288 m ü. A. am sonnseitigen Talhang liegt und nach dem heute als Irenental bezeichneten historischen Ortskern Unter-Tullnerbach benannt wurde, wohin ein beträchtlicher Fußmarsch erforderlich ist. Die Haltestelle liegt aber heute im Gemeindegebiet Purkersdorf, oberhalb der Ortslage Neu-Purkersdorf.
Interessant ist die am Eingang zum Irenental liegende Villenansiedlung auf dem Postberg. Der Wiener Stadtmaurermeister Franz Peydl (1848–1915) gründete die Villenbau-Unternehmung Purkersdorf-Untertullnerbach und errichtete dort in den Jahren 1906–1913 etwa zwölf Villen. Er selber wohnte gemeinsam mit seiner Frau, der Postmeisterin Anna Peydl (1864–1940), in der Postvilla (Friedrich Schmidl-Straße 4), in der sich bis 1987 auch das Postamt Untertullnerbach befand.

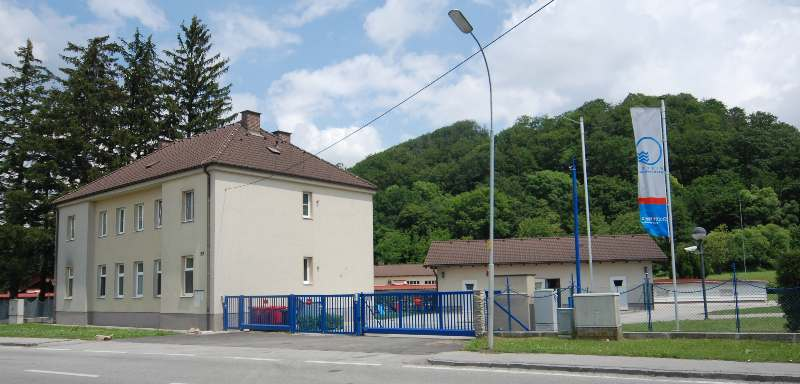
Hauptgebäude des Wientalwasserwerks

Der Wienerwaldsee zwischen Lawies und Unter-Tullnerbach wurde in den Jahren 1895–1898 aufgestaut, womit der Ort vom Gemeindehauptort getrennt wurde, und daher Richtung Purkersdorf wuchs. So entwickelte sich die heutige Neuwirtshaussiedlung im Tal. Das Wasserwerk selbst befindet sich, mit dem Untertullnerbach gegenüberliegenden Eingang zum Heimbautal, auf Purkersdorfer Gemeindegebiet.
1908 wurde an der Wien, bei der Tullnerbachmündung, ein Bad errichtet, welches 1991 abgebrochen wurde. Spätestens ab den 1970er Jahren war es immer an Gesellschaftsorganisationen im Umfeld von UNO-Organisationen verpachtet und wurde als Club geführt. Die Badgasse, welche von der Hauptstraße zum Eingang des Bades führte, erinnert noch heute daran.

### Ortsgeschichte in der Republik Österreich
Um 1924 gründete der Schmiedemeister Adolf Radl (1885–1928) die Freiwillige Feuerwehr Untertullnerbach und war auch ihr 1. Hauptmann. Nach 75 Jahren vereinte sie sich 1999 mit der Freiwilligen Feuerwehr Tullnerbach aus Lawies und zog mit ihr 2004 in das neue, gemeinsame Mehrzweckhaus am See.
Im Jahre 1938 wurden die Wiesen des Herrn Kiesling hinter seinem Gasthof parzelliert. Die Wiesengasse erinnert heute daran. Besonders ab den 1970ern begann die Bautätigkeit auf diesen Gründen, die sich auch in der Haus- und Einwohnerstatistik niederschlägt.
Ab 1. August 1940 gab es in der damals den Jesuiten gehörenden Villa Storta in der Heinrich-Uebell-Gasse 2 am Postberg eine eigene Gottesdienststätte und der Jesuit Alfred Billot war als Expositus angestellt. Am 26. September 1945 entband das erzbischöfliche Ordinariat die Jesuiten von der Verpflichtung einen Expositus für Untertullnerbach zu stellen. Die Bewohner äußerten die Bitte in der Nähe der Bahnstation eine Notkirche aufzustellen.
1946 erfolgte der Ankauf einer Holz-Baracke von der Generalpostdirektion und ab Frühjahr 1947 begann deren Aufstellung am Beginn des Irenentals zwischen Bach und Straße auf Purkersdorfer Gemeindegebiet. Dies wurde mit Hinweis auf die große Bevölkerungszahl (zusammen mit Neu-Purkersdorf, Sagbergsiedlung und Mindersiedlung) und die schlechte Verbindung zur Pfarrkirche im Irenental begründet. Mit 1. Dezember 1947 wurde der Kaplan der Pfarre Tullnerbach, Suitbert Mahrer, OSB, als erster Seelsorger zugeteilt und am 20. Dezember 1947 fand die Benedizierung als Filialkirche „Maria im Wienerwald“ (Patrozinium 12. September, Mariä Namen) durch Josef Wagner statt. Inzwischen wurde die Kirche von Tullnerbach-Irenental, dem Kloster im Irenental oder zeitweise auch von externen Priestern betreut.

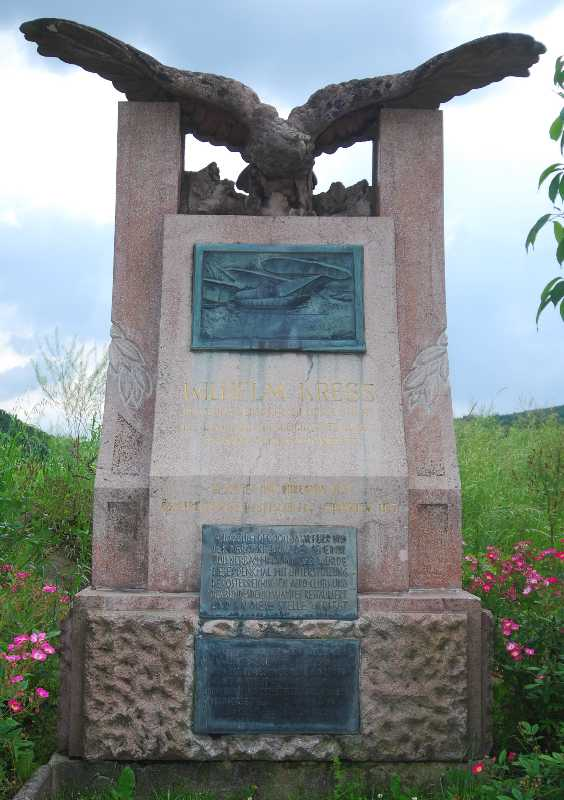
Wilhelm-Kress-Denkmal

1973 wurde das Kress-Denkmal, das an den Flugpionier Wilhelm Kress, Erfinder der  Kress´schen Luftschraube, erinnert, am Stausee neu aufgestellt. Es steht unter Denkmalschutz.
1977 wurde der Ortsteil Neuwirtshaus offiziell in Unter-Tullnerbach umbenannt. Das dort ansässige Postamt und die Bahn-Haltestelle nebenan im Gemeindegebiet von Purkersdorf trugen schon länger diesen Namen. Das Foto aus dem Jahre 1945/46 Holzsammler im Bahnhof Untertullnerbach wird immer wieder gerne bei Nachkriegs-Ausstellungen verwendet.
Mit 7. Juli 2009 wurde das 1987 eröffnete Postamt an der Hauptstraße durch den Postpartner Kaufhaus Krätzl (Inhaber Schön) ersetzt und 2012 endgültig geschlossen.